# Diaperoecia intricaria
Diaperoecia intricaria is een mosdiertjessoort uit de familie van de Diaperoeciidae. De wetenschappelijke naam van de soort is, als Pustulopora intricaria, voor het eerst geldig gepubliceerd in 1875 door George Busk.